# Turleu (Ort)
Turleu (Turlio) ist ein osttimoresischer Ort im Suco Tibar (Verwaltungsamt Bazartete, Gemeinde Liquiçá).

## Geographie und Einrichtungen
Das Dorf liegt auf einer Meereshöhe von 128 m, entlang der Überlandstraße von Tibar nach Gleno, die entlang der Grenze zwischen den Aldeias Turleu und Mau-Soi führt. Entsprechend liegt der Ort, je nach Straßenseite in den jeweiligen Aldeias. Westlich des Dorfes fließt in der Regenzeit der Rihlu.
Im Süden von Turleu befinden sich der Sitz des Sucos Tibar und die Grundschule Turleu, im Norden die Sekundarschule Immalate Heart Mary Eschoo.